# بلوز کریک (کارولینای شمالی)
بلوز کریک (به انگلیسی: Belews Creek) یک منطقهٔ مسکونی در ایالات متحده آمریکا است که در شهرستان فورسایت، کارولینای شمالی واقع شده‌است.